# José Florio
José Florio (n. el 9 de septiembre de 1924 en Lanús) es un futbolista argentino retirado. Debutó y alcanzó notoriedad en el Club Atlético Lanús, donde jugaba de delantero.

## Carrera
Inició su carrera en Lanús en el año 1947, donde jugó hasta 1951. En ese año convirtió 21 goles en 22 partidos durante el Campeonato Argentino de 1951, en el que Lanús se ubicó como puntero hasta finalizar la primera rueda. Inmediatamente fue transferido al Torino Football Club de Italia, por un millón de pesos, siendo la misma una suma muy abultada para la época. El conjunto granate, privado de su máximo artillero, culminó el campeonato en el quinto lugar, hasta el momento su mejor performance en Primera División. Florio, sin participar de medio campeonato, finalizó segundo en la tabla de goleadores, con un gol menos que Santiago Vernazza de River Plate. En 1952 pasó al fútbol brasilero, donde jugó en el Vasco da Gama. En 1953, José Florio volvió a la Argentina para jugar en San Lorenzo hasta volver nuevamente a Lanús en el año 1955. Entre 1955 y 1959 jugó en el Boedo Fútbol Club de la Ciudad de Boedo, hasta que en 1960 jugó en el Club 9 de Julio.